# Cerococcus albospicatus
Cerococcus albospicatus är en insektsart som beskrevs av Green 1909. Cerococcus albospicatus ingår i släktet Cerococcus och familjen Cerococcidae. Inga underarter finns listade i Catalogue of Life.